# Macuina

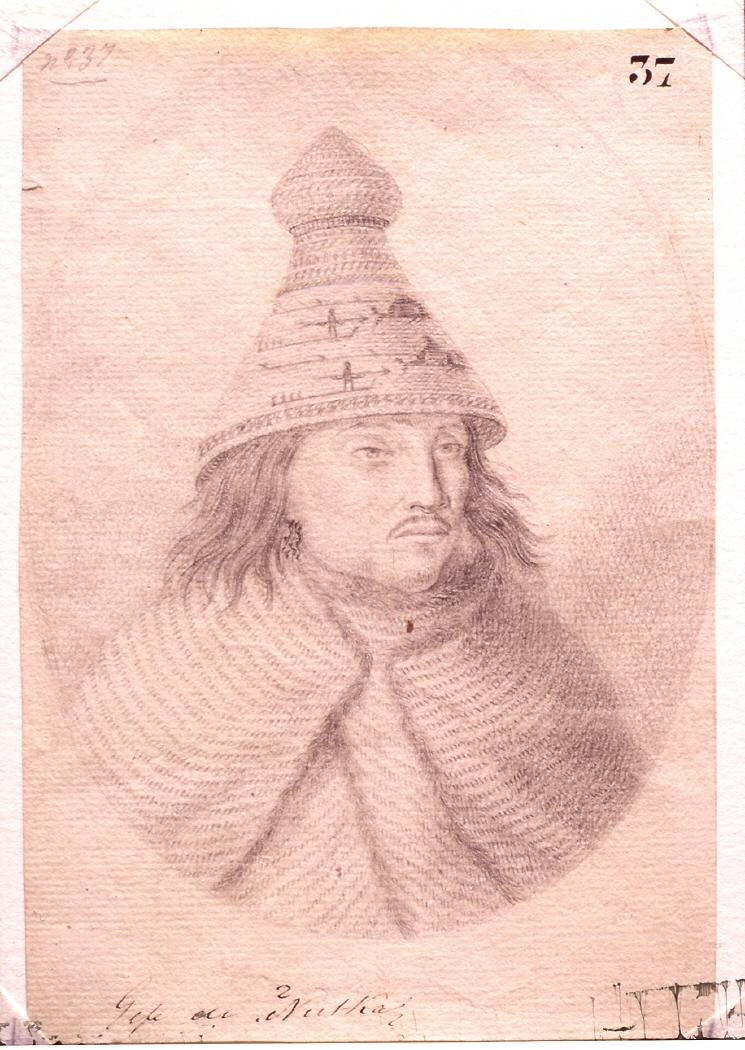
Macuina, jefe Nutka. Dibujo de Tomás de Suria, 1791. Madrid, Museo de América.

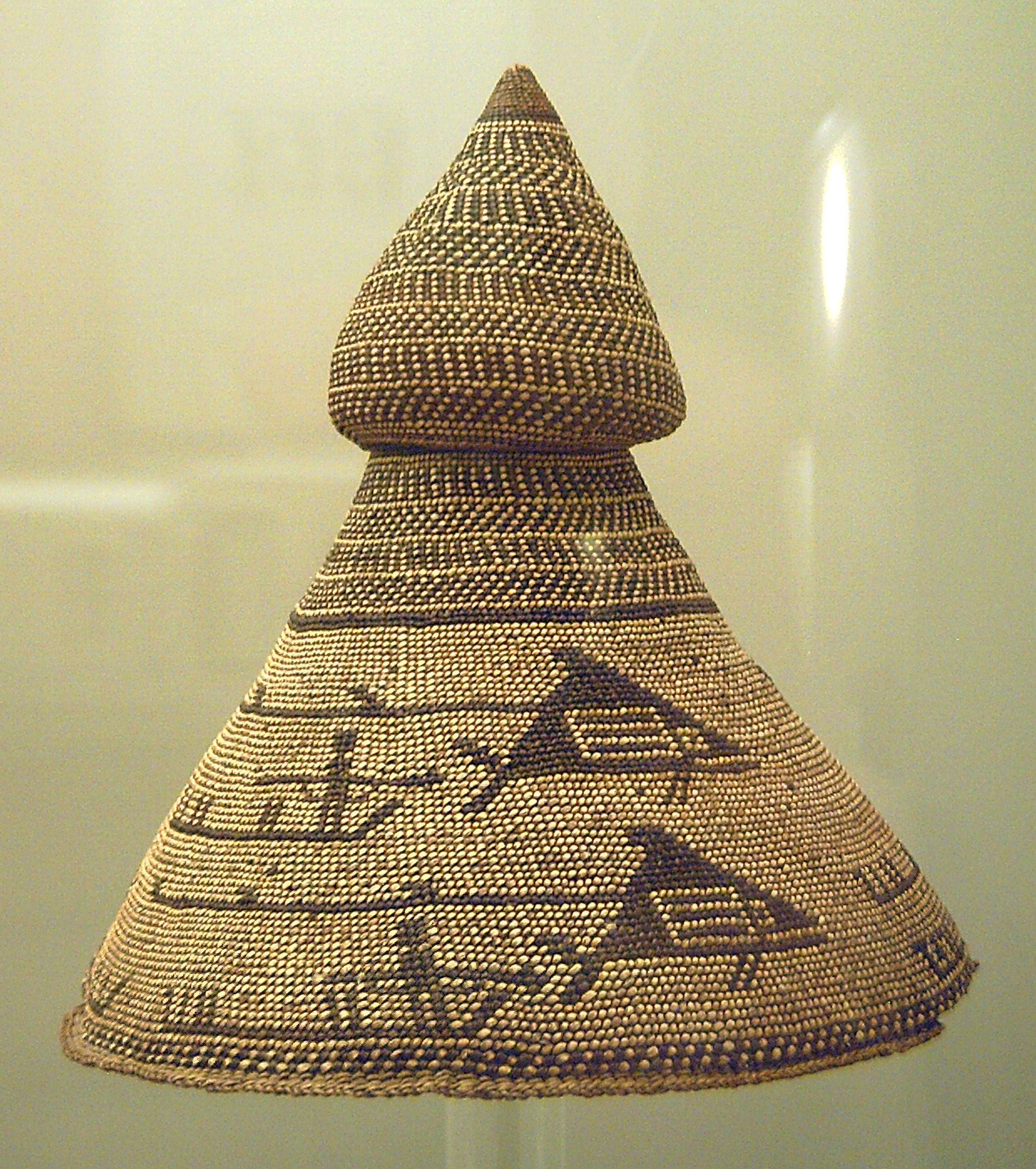
Sombrero de Macuina en el Museo de América de Madrid.

Macuina (también conocido como Muquinna, Maquinna, Maquilla) fue un jefe de los Nuu-chah-nulth durante los últimos años del siglo XVIII.

## Biografía
Establecido en Yuquot, su posición estratégica era clave para el comercio de pieles que vivía la región a finales del XVIII. Fue testigo de la presencia en la zona de barcos rusos, españoles e ingleses, así como del tratado anglo-hispano sobre Nutca. En 1789 Esteban José Martínez Fernández y Martínez de la Sierra construye el fuerte de San Miguel con el apoyo de Macuina, fuerte abandonado por los españoles y más tarde ocupado de nuevo por estos, con Pedro Alberni al frente. Macuina es testigo de las conversaciones entre Juan Francisco de la Bodega y Quadra y George Vancouver sobre la disputa por el derecho a establecerse en esa zona del Pacífico. 
Macuina llegó a tener esclavos europeos, como relata en sus escritos el armador inglés John R. Jewitt, que mantuvo tal condición durante años en la isla de Nutca. Curiosamente, el botánico novohispano José Mariano Mociño relata en sus Noticias de Nutca que Pedro Alberni llegó a dedicar al jefe una canción con la música de Mambrú se fue a la guerra y en la que la letra hablaba de la amistad entre España y Macuina.